# Peter Scholz (Bergsteiger)
Peter Scholz (* 14. November 1943 in Schweidnitz, Schlesien; † 18. Juli 1972 am Mont Blanc) war ein deutscher Bergsteiger.

## Leben
Peter Scholz wuchs in München auf und begann früh mit dem Klettern in den Alpen, Ende der 1960er Jahre gehörte er zu den besten deutschen Bergsteigern. 
Im Jahr 1968 wurde er von Karl Maria Herrligkoffer zur Toni-Kinshofer-Gedächtnisexpedition an den Nanga Parbat eingeladen. Dabei erreichte Scholz zusammen mit Wilhelm Schloz in der Rupalflanke mit 7200 Metern die maximale Höhe dieser Expedition. Zwei Jahre später war er Mitglied der Sigi-Löw-Gedächtnisexpedition zum Nanga Parbat von Herrligkoffer. Dabei gelang ihm zusammen mit Felix Kuen die Zweitbegehung der Rupalwand. 
Am 18. Juli 1972 verunglückte Peter Scholz im Alter von 28 Jahren tödlich am vereisten Südgrat der Aiguille Noire (Peuterey-Grat, Mont-Blanc-Massiv).

## Alpinistische Leistungen (Auszug)
- Eiger, Nordwand
- Grandes Jorasses, Walkerpfeiler Alleinbegehung
- Ortler, W-Wand Alleinbegehung
- Mont Blanc, Freneypfeiler
- Marmolada, Ostwand
- Große Zinne, direkte NW-Wand (Hasse-Brandler-Route)
- Westliche Zinne, Franzosenführe
- Civetta, Solleder-Route, Philipp/Flamm-Route
- Königsspitze, Nordwand
- Tofanapfeiler
- Fleischbank, Fleischbankpfeiler und Schmuckkamin
- Marmolada, Orgelpfeifenroute (3. Begehung), Südtirolerweg, Vinatzerroute
- Piz Badile, Nordostwand
- Anden-Expedition 1966, Erstbesteigung des Siula Chico (6260 m) mit Manfred Sturm und Reinhold Obster
- Nanga Parbat, Toni-Kinshofer-Gedächtnis-Expedition 1968. Versuch der Erstbegehung der Rupalwand. Scholz erreicht zusammen mit Schloz den Beginn der Merkl-Rinne ca. 7200 m (höchster Punkt der Expedition).
- Nanga Parbat, Sigi-Löw-Gedächtnis-Expedition 1970. Scholz gelingt zusammen mit Felix Kuen die Besteigung des Hauptgipfels durch die Rupalwand (2. Begehung), Routenvariation im Ausstieg links um den Vorgipfel. Reinhold und Günther Messner hatten bei der ersten Begehung am Tag zuvor den Vorgipfel rechts passiert. Scholz und Kuen müssen im Abstieg auf ca. 8000 m eine Nacht biwakieren. Erste Besteigung des Nanga Parbat ohne Zehenverlust.
- Rakaposhi, Expedition 1971, Besteigungsversuch. Der Hauptgipfel wird bei dieser Expedition nicht erreicht.